# Heterocuma armatum
Heterocuma armatum är en kräftdjursart som beskrevs av Kurian 1954. Heterocuma armatum ingår i släktet Heterocuma och familjen Bodotriidae. Inga underarter finns listade i Catalogue of Life.